# Pepa San Martín
María José San Martín (Curicó, marzo de 1974), conocida como Pepa San Martín, es una cineasta chilena que se ha ejercido como directora, actriz, guionista y asistente de dirección. Su primer corto como directora, La ducha, ganó el premio DAAD del Festival Internacional de Cine de Berlín en 2011, y su primer largometraje, Rara, fue Premio Horizontes Latinos en la 64 edición del Festival Internacional de Cine de San Sebastián.

## Trayectoria
Comenzó a estudiar actuación y teatro en Santiago de Chile. Estudió interpretación y participó en producciones teatrales como actriz y directora. Más tarde conoció a la directora Alicia Scherson, que la invitó a participar en el casting de una de sus películas de la que acabó siendo asistente de dirección. 
Debutó como directora con el cortometraje La ducha, ganador del premio DAAD del Berlinale, que le valió una residencia creativa en Berlín. Esta, la llevó a su segundo corto, Gleisdreieck. Debutó en largometraje con Rara, que recibió mención Especial del jurado de la generación kPlus y el Premio Horizontes Latinos de la 64 edición del Festival de San Sebastián. Además, obtuvo el Premio Honorífico del Festival de Cine Gay-lesbo-trans de Bilbao 2020, España.
En 2020, presentó en el European Film Market de Berlín, en busca de financiación, su proyecto de película, La felicidad, la historia de una mujer que guarda un deseo desde hace tiempo, atravesar las gélidas aguas de un estrecho que entre Argentina y Chile.
Según la propia San Martín, desde el primer día en que entró en un set de filmación dejó atrás el teatro y se enamoró del cine, realizando más de 28 películas, programas de televisión, series, anuncios publicitarios y otras piezas audiovisuales y trabajando con directores como José Luis Torres Leiva y Alejandro Fernández Almendras. Se ha declarado abiertamente lesbiana.

## Filmografía
- La Ducha (corto), 2011, co-guion con Alicia Scherson fue premiada en la 61 edición del Festival de Berlín. Sinopsis: Elisa ha vivido con Manuela durante cinco años, pero tienen que separarse. Esta es la última mañana que pasan juntas, donde intentarán en vano despedirse. Desnudas, entre el vapor de la ducha, pasarán por las luchas domésticas, por el cariño, por la rabia, por la culpa, por las bromas y por las tristezas; ellas se miran en detalle, tratando de captar los últimos fragmentos de una relación que se desmorona, que va con el agua.[4]
- Gleisdreieck (corto, 9min), también es una película LGBT, es una historia sobre el amor, sus diferentes formas y las mentiras que se cuentan en su nombre. En un estilo audiovisual austero, donde la historia se desarrolla apoyada en la actuación de sus tres personajes. Dos apartamentos muy diferentes ubicados en lados opuestos de Berlín, a los que Hedda viaja para visitar a Petra y Zazie.[5]
- Rara estrenada en octubre de 2016, permaneció más de 7 semanas en cartelera en Chile.[6] La trama gira en torno a Sara, una niña de 12 años que vive los conflictos de su edad, como estar indecisa al enamorarse de un chico de la escuela, ayudar su hermana menor y asimilar la relación lésbica que su madre está viviendo. Mientras que es posible que una jueza ordene que ella y su hermana vivan con su padre. Esta película está basada en la historia real de la jueza Karen Atala de quien el Estado quitó la custodia de sus hijas por su orientación sexual. En Alemania, la película ganó El Gran Premio del Jurado en la Berlinale; en España, el Premio Horizontes Latinos en el Festival de cine de San Sebastián y el Premio Sebastián que distingue a la mejor película LGBT, en el mismo festival.[6]
- 12 días que estremecieron Chile (2017) Miniserie creada por Marcelo Ferrari sobre hitos que han sido importantes para Chile en los últimos 50 años Chilevisión. Pepa dirigió tres capítulos de la serie.[7]
- Peace Peace Now Now (2021, Star+). Dirigió un capítulo de esta miniserie documental sobre mujeres sobrevivientes a la violencia de género en Latinoamérica.[8] Las otras directoras fueron Ignacia Matus, Javiera García Huidobro e Isabel Coixet.
- Baby Bandito (2024. Netflix). Dirigió dos capítulos de esta serie.[9]

### Ayudante de Dirección
- Kiltro (Ernesto Díaz Espinoza, 2006)
- El rey de los huevones (Boris Quercia, 2006)
- Malta con Huevo (Cristóbal Valderrama, 2007)
- Radio Corazón (Roberto Artiagoitía, 2007)
- Monvoisin (Mario Velasco, 2009)
- Ilusões Óticas (Cristián Jiménez, 2009)
- La Lección de Pintura (Pablo Perelman, 2011)
- La Pasión de Michelangelo (Esteban Larraín, 2013)
- Un puñado de cerezas (Rosa Cáceres, 2014)
- Un caballo llamado Elefante (Andrés Waissbluth, 2016)